# Estadio Loftus Versfeld
El Estadio Loftus Versfeld es un estadio multiusos situado en Pretoria, Sudáfrica. Tiene una capacidad para 49 365 espectadores y todas las localidades son de asiento. El estadio lleva el nombre de Robert Owen Loftus Versfeld, el fundador de los deportes organizados en Pretoria. Fue una de las sedes de la Copa Mundial de Fútbol de 2010.
El estadio es propiedad de la Blue Bulls Rugby Union, la unión de rugby provincial del norte de Gauteng y Limpopo. Por ello, se lo utiliza para los partidos de local de los Bulls del United Rugby Championship y los Blue Bulls de la Currie Cup. Además, ha sido sede de partidos de rugby de la selección de rugby de Sudáfrica. Recibió a Nueva Zelanda en 1970, 1996, 1999, 2003 y 2006, Australia en 1967, 1997, 2001, 2005, 2010 y 2012, Inglaterra en 1994, 2000 y 2007, e Irlanda en 1998.

## Historia
El emplazamiento del estadio fue utilizado por primera vez para el deporte en 1906, y el terreno fue llamado simplemente Eastern Sports Ground. La primera estructura de hormigón fue erigida allí por el Ayuntamiento en 1923. La estructura original sólo podía acomodar 2000 espectadores, y no disponía de infraestructuras apropiadas.
En 1928 se levantaron vestuarios y aseos, debido en gran medida a la gira que realizarían los All Blacks por Sudáfrica ese mismo año.
Cuando el Sr. Loftus Versfeld murió repentinamente en mayo de 1932, se cambió el nombre de Eastern Sports Ground por el suyo como homenaje a un hombre que hizo mucho para desarrollar el deporte en la zona. El estadio ha sido conocido como Loftus Versfeld Stadium desde entonces.
El estadio se ha actualizado en varias ocasiones, la última en 1984, cuando el Pabellón Norte recibió una remodelación.
Una mínima modernización fue necesaria en el Loftus Versfeld para adecuarlo para la celebración de encuentros de primera y segunda ronda de la Copa Mundial de Fútbol de 2010.
El estadio se sometió a una serie de mejoras de varios millones de rand -incluyendo un techo sobre la grada este, mejoras en la iluminación, los accesos y la seguridad, adecuación de la zona de prensa, mejoras en aparcamientos y sustitución de todos los asientos del estadio- de forma que en 2008 se convirtió en el primer estadio de Sudáfrica terminado y preparado para la Copa del Mundo.
Con el paso de los años, el estadio ha sido sometido a diversos cambios de nombre debido a sus diferentes patrocinadores, aunque los locales siempre se han referido a la cancha como Loftus Versfeld. Entre junio de 1998 y en febrero de 2003, el estadio fue denominado oficialmente Minolta Loftus, para dejar paso a partir de febrero de 2003 al Securicor Loftus.
En septiembre de 2005, el proceso del cambio de nombre se finalizó cuando Vodacom se convirtió en el patrocinador y restableció el nombre original de Loftus Versfeld.

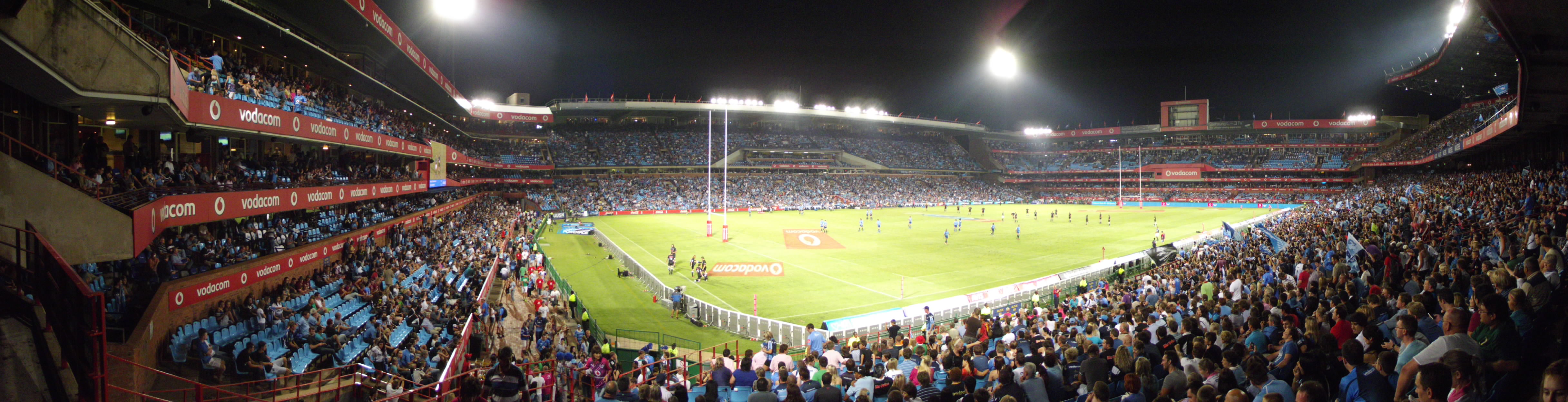
Panorámica del estadio.

## Eventos

### Copa Mundial de Rugby de 1995
La Copa Mundial de Rugby de 1995 tuvo cinco partidos en el Estadio Loftus Versfeld: tres del grupo D entre Francia, Escocia y Tonga, uno de cuartos de final entre Escocia y Nueva Zelanda, y el partido por el tercer puesto entre Francia e Inglaterra.

### Copa Confederaciones 2009
El Loftus Versfeld fue uno de los cuatro estadios elegidos para albergar encuentros de la Copa FIFA Confederaciones 2009, que se disputó en junio de 2009 como preparación para la Copa Mundial 2010. Los encuentros de esta competición jugados en el estadio fueron:
| Fecha       | Fase         | Equipo         |                           | Resultado |                   | Equipo | Espectadores                                                         |
| ----------- | ------------ | -------------- | ------------------------- | --------- | ----------------- | ------ | -------------------------------------------------------------------- |
| 15 de junio | Primera fase | Estados Unidos | Bandera de Estados Unidos | 1 - 3     | Bandera de Italia | Italia | 34 341 Reporte Archivado el 18 de junio de 2009 en Wayback Machine.  |
| 18 de junio | Primera fase | Estados Unidos | Bandera de Estados Unidos | 0 - 3     | Bandera de Brasil | Brasil | 39 617 Reporte Archivado el 22 de agosto de 2016 en Wayback Machine. |
| 21 de junio | Primera fase | Italia         | Bandera de Italia         | 0 - 3     | Bandera de Brasil | Brasil | 41 195 Reporte Archivado el 24 de junio de 2009 en Wayback Machine.  |

### Copa Mundial de Fútbol de 2010
En el Loftus Versfeld se disputaron seis encuentros de la Copa Mundial de Fútbol de 2010. Fueron los siguientes:
| Fecha       | Fase             | Equipo         |                           | Resultado |                      | Equipo    | Espectadores                                                        |
| ----------- | ---------------- | -------------- | ------------------------- | --------- | -------------------- | --------- | ------------------------------------------------------------------- |
| 13 de junio | Primera fase     | Serbia         | Bandera de Serbia         | 0 - 1     | Bandera de Ghana     | Ghana     | 38 833 Reporte Archivado el 19 de junio de 2010 en Wayback Machine. |
| 16 de junio | Primera fase     | Sudáfrica      | Bandera de Sudáfrica      | 0 - 3     | Bandera de Uruguay   | Uruguay   | 42 658 Reporte Archivado el 13 de junio de 2018 en Wayback Machine. |
| 19 de junio | Primera fase     | Camerún        | Bandera de Camerún        | 1 - 2     | Bandera de Dinamarca | Dinamarca | 38 704 Reporte Archivado el 22 de junio de 2010 en Wayback Machine. |
| 23 de junio | Primera fase     | Estados Unidos | Bandera de Estados Unidos | 1 - 0     | Bandera de Argelia   | Argelia   | 35 827 Reporte Archivado el 26 de junio de 2010 en Wayback Machine. |
| 25 de junio | Primera fase     | Chile          | Bandera de Chile          | 1 - 2     | Bandera de España    | España    | 41 958 Reporte Archivado el 28 de junio de 2010 en Wayback Machine. |
| 29 de junio | Octavos de final | Paraguay       | Bandera de Paraguay       | 0 - 0     | Bandera de Japón     | Japón     | 36 742 Reporte Archivado el 27 de junio de 2010 en Wayback Machine. |